# Piti (football)
Pour les articles homonymes, voir Piti.
Francisco Medina Luna dit « Piti » est un footballeur espagnol, né le 26 mai 1981 à Reus. Il évolue au poste d'attaquant.

## Palmarès
Vierge